# Sabaneta
Sabaneta és un municipi de Colòmbia, situat a la vall d'Aburrá del departament d'Antioquia. Limita al nord amb els municipis de La Estrella, Itagüí i Envigado, a l'est amb el d'Envigado, al sud amb el de Caldas, i a l'oest amb el de La Estrella.
És el municipi més petit de Colòmbia, amb només 15 km². És conegut com el Municipio Modelo de Colòmbia o el Vallecito de Encanto. El municipi deu el seu nom al diminutiu "sabana".
La població rep una afluència de visitants els caps de setmana per disposar d'espais d'oci destacats.

## Història
Sabaneta fou habitada inicialment pels pobles indígenes anacones (aborígens de l'altra banda de l'Aná), que es van assentar al vessant oriental, partint del turó de Pan de Azucar. L'any 1750 s'hi van establir famílies espanyoles. Les famílies Montoya, Restrepo, Vélez, Díaz, Díez, Vásquez, Guzmán, Garcés, Baena, Salazar, Mejía, Mesas, Álvarez i Soto van ser el segon grup que va poblar aquesta regió.

## Geografia
Sabaneta, que se situa a l'extrem sud de la vall d'Aburrá, forma part del procés de conurbació de l’Àrea Metropolitana de Medellín, en estar situada a 14 quilòmetres del centre de la ciutat de Medellín. El municipi té una extensió de 15 km², dels quals el 67% del territori és urbà.
La seva topografia varia des de relleus plans i lleugers turons fins a llocs amb forts pendents. Les seves cotes més destacades són les de Piedras Blancas (2.650 msnm) a la Romera, la Cuchilla Santa Teresa (2.200 msnm), el turó de Los Gallinazos a Pan de Azúcar (1.800 msnm), el turó Morrón, La Siberia i Ancón.
El riu principal és el riu Medellín, que li serveix de límit amb el municipi d’Itagüí. L'afluent més important d'aquest riu, al municipi, és el congost de la Doctora, juntament amb les rieres Buenavista, La Escuela, El Gusano, El Canalón, La Honda, La Sabanetica i La Cien Pesos, que marquen els seus límits amb Envigado.